# Down (álbum)
Down, es el cuarto álbum de Sentenced. Fue lanzado en noviembre de 1996 bajo la discográfica Century Media Records, . Es, además, el primer álbum incluyendo a Ville Laihiala como vocalista. Este álbum es el primero de la banda dentro del género de metal gótico

## Lista de canciones
| N.º | Título                               | Música        | Duración |  |
| 1.  | «Intro - The Gate»                   | Miika Tenkula | 1:21     |  |
| 2.  | «Noose»                              | Miika Tenkula | 4:01     |  |
| 3.  | «Shadegrown»                         | Miika Tenkula | 4:36     |  |
| 4.  | «Bleed»                              | Miika Tenkula | 3:40     |  |
| 5.  | «Keep My Grave Open»                 | Sami Lopakka  | 3:53     |  |
| 6.  | «Crumbling Down»                     | Miika Tenkula | 5:26     |  |
| 7.  | «Sun Won't Shine»                    | Miika Tenkula | 4:16     |  |
| 8.  | «Ode to the End»                     | Miika Tenkula | 5:20     |  |
| 9.  | «0132»                               | Miika Tenkula | 1:42     |  |
| 10. | «Warriors of Life (Reaper Redeemer)» | Miika Tenkula | 3:41     |  |
| 11. | «I'll Throw the First Rock»          | Miika Tenkula | 3:25     |  |

### 2007 Reedición bonus track
| N.º | Título        | Duración |  |
| 12. | «No Tomorrow» | 4:34     |  |

## Créditos
- Ville Laihiala – Voz
- Miika Tenkula – Guitarra eléctrica, bajo eléctrico
- Sami Lopakka – Guitarra eléctrica
- Vesa Ranta – Batería

### Invitados
- Waldemar Sorychta - Teclados
- Birgit Zacher – Vocales de fondo
- Vorph (Samael) - Voz gruñida en "Bleed", "Keep My Grave Open" y "Warrior of Life (Reaper Redeemer)"